# Neobisium tuzetae
Espèce
Neobisium tuzetae est une espèce de pseudoscorpions de la famille des Neobisiidae.

## Distribution
Cette espèce est endémique d'Occitanie en France. Elle se rencontre dans des grottes du Gard, de l'Hérault et de l'Aveyron.

## Description
Le mâle holotype mesure 5 mm

## Étymologie
Cette espèce est nommée en l'honneur d'Odette Tuzet.

## Publication originale
- Vachon, 1947 : A propos de quelques Pseudoscorpions (Arachnides) des cavernes de France, avec description d'une espèce nouvelle: Neobisium (Blothrus) tuzeti. Bulletin du Muséum National d'Histoire Naturelle, Paris, sér. 2, vol. 19, p. 318-321 (texte intégral).